# Sandomierška konfederacija
Sandomierška konfederacija (poljsko Konfederacja sandomierska) je bila protišvedska zveza, ustanovljena 20. maja 1704 v bran poljskemu kralju Avgustu II. Močnemu. Nastala je kot odgovor na Varšavsko konfederacijo. Njen maršal je bil Stanislav Ernest Denhoff. Zveza je trajala do leta 1717, ko jo je razpustil Tihi sejm.
Člani zveze so bili večinoma malopoljski plemiči. Podpirala jo je Kraljevina Saška, katere vladar Avgust II. je bil tudi poljski kralj. Njen nastanek je povzročil triletno državljansko vojno med taboroma. V začetnih fazah je imela prednost  švedska stran, na koncu pa je zmagala Varšavska konfederacija. Državljanska vojna na Poljskem (1704-1706), se je končala s sklenitvijo Altranstädtskega mirovnega sporazuma, podpisanega leta 1706. Kmalu po švedskem porazu v veliki severni vojni so prevladali Rusi in Avgust II. je leta 1709 ponovno zasedel poljski prestol

## Vira
- Actum in Castro Sandomiriensi Sabbatho ante festvm sanctorvm Viti & Modesti martyrvm proximo, anno Domini millesimo septingentesimo quarto. s. n., s. l. n. a.
- Gotthold Rhode. Geschichte Polens. Ein Überblick. 3.. Verbesserte Auflage. Wissenschaftliche Buchgesellschaft, Darmstadt 1980, ISBN 3-534-00763-8, str. 295–296.